# Eisschnelllauf-Sprintweltmeisterschaft 2000
Die 31. Eisschnelllauf-Sprintweltmeisterschaft wurde vom 26. bis 27. Januar im südkoreanischen Seoul (Taereung Ice Rink) ausgetragen.

## Wettbewerb
- 61 Sportler aus 19 Nationen nahmen am Mehrkampf teil

| Teilnehmende Nationen                         | Teilnehmende Nationen                      | Teilnehmende Nationen           | Teilnehmende Nationen               | Teilnehmende Nationen                |
| --------------------------------------------- | ------------------------------------------ | ------------------------------- | ----------------------------------- | ------------------------------------ |
| Österreich Belarus Kanada Volksrepublik China | Tschechien Finnland Frankreich Deutschland | Ungarn Italien Japan Kasachstan | Südkorea Niederlande Norwegen Polen | Russland Schweden Vereinigte Staaten |

### Frauen

#### Endstand
- Zeigt die zwölf erfolgreichsten Sportlerinnen der Sprint-WM

| Rang | Name                 | 1. Lauf 500 Meter | Pkt.  | 1. Lauf 1.000 Meter | Pkt.  | 2. Lauf 500 Meter | Pkt.  | 2. Lauf 1.000 Meter | Pkt.  | Gesamt- pkt. |
| ---- | -------------------- | ----------------- | ----- | ------------------- | ----- | ----------------- | ----- | ------------------- | ----- | ------------ |
| 1    | Monique Garbrecht    | 38,81 (1)         | 38,81 | 1:17,86 (2)         | 38,93 | 38,67 (1)         | 38,67 | 1:17,71 (3)         | 38,85 | 155,265      |
| 2    | Chris Witty          | 39,20 (7)         | 39,20 | 1:17,31 (1)         | 38,65 | 39,19 (7)         | 39,19 | 1:17,25 (1)         | 38,62 | 155,670      |
| 3    | Marianne Timmer      | 39,23 (9)         | 39,23 | 1:18,55 (4)         | 39,27 | 39,18 (6)         | 39,18 | 1:17,55 (2)         | 38,77 | 156,460      |
| 4    | Eriko Sanmiya        | 39,04 (4)         | 39,04 | 1:18,39 (3)         | 39,19 | 39,08 (4)         | 39,08 | 1:18,87 (7)         | 39,43 | 156,750      |
| 5    | Catriona LeMay Doan  | 38,93 (2)         | 38,93 | 1:19,21 (8)         | 39,60 | 38,86 (3)         | 38,86 | 1:18,73 (6)         | 39,36 | 156,760      |
| 6    | Edel Therese Høiseth | 39,23 (9)         | 39,23 | 1:18,69 (5)         | 39,34 | 39,31 (10)        | 39,31 | 1:18,65 (5)         | 39,32 | 157,210      |
| 7    | Swetlana Schurowa    | 38,97 (3)         | 38,97 | 1:19,95 (14)        | 39,97 | 38,82 (2)         | 38,82 | 1:19,48 (9)         | 39,74 | 157,505      |
| 8    | Sabine Völker        | 39,46 (12)        | 39,46 | 1:18,86 (6)         | 39,43 | 39,33 (11)        | 39,33 | 1:18,58 (4)         | 39,29 | 157,510      |
| 9    | Tomomi Okazaki       | 39,05 (5)         | 39,05 | 1:19,69 (10)        | 39,84 | 39,30 (9)         | 39,30 | 1:20,09 (13)        | 40,04 | 158,240      |
| 10   | Aki Tonoike          | 39,46 (12)        | 39,46 | 1:19,21 (8)         | 39,60 | 39,56 (13)        | 39,56 | 1:19,52 (11)        | 39,76 | 158,385      |
| 11   | Sayuri Osuga         | 39,22 (8)         | 39,22 | 1:20,67 (16)        | 40,33 | 39,13 (5)         | 39,13 | 1:20,20 (15)        | 40,10 | 158,785      |
| 12   | Susan Auch           | 39,12 (6)         | 39,12 | 1:20,96 (19)        | 40,48 | 39,34 (12)        | 39,34 | 1:20,28 (16)        | 40,14 | 159,080      |

#### 1. Lauf 500 Meter
| Platz | Name                                 | Land                 | Zeit  | Punkte |
| ----- | ------------------------------------ | -------------------- | ----- | ------ |
| 1     | Monique Garbrecht                    | Deutschland          | 38,81 | 38,81  |
| 2     | Catriona LeMay Doan                  | Kanada               | 38,93 | 38,93  |
| 3     | Swetlana Schurowa                    | Russland             | 38,97 | 38,97  |
| 4     | Eriko Sanmiya                        | Japan                | 39,04 | 39,04  |
| 5     | Tomomi Okazaki                       | Japan                | 39,05 | 39,05  |
| 6     | Susan Auch                           | Kanada               | 39,12 | 39,12  |
| 7     | Chris Witty                          | Vereinigte Staaten   | 39,20 | 39,20  |
| 8     | Sayuri Osuga                         | Japan                | 39,22 | 39,22  |
| 9     | Marianne Timmer Edel Therese Høiseth | Niederlande Norwegen | 39,23 | 39,23  |
|       |                                      |                      |       |        |
| 12    | Sabine Völker                        | Deutschland          | 39,46 | 39,46  |
| 14    | Jenny Wolf                           | Deutschland          | 39,69 | 39,69  |
| 16    | Emese Hunyady                        | Österreich           | 39,79 | 39,79  |
| 21    | Marion Wohlrab                       | Deutschland          | 40,49 | 40,49  |

#### 1. Lauf 1.000 Meter
| Platz | Name                            | Land               | Zeit    | Punkte |
| ----- | ------------------------------- | ------------------ | ------- | ------ |
| 1     | Chris Witty                     | Vereinigte Staaten | 1:17,31 | 38,65  |
| 2     | Monique Garbrecht               | Deutschland        | 1:17,86 | 38,93  |
| 3     | Eriko Sanmiya                   | Japan              | 1:18,39 | 39,19  |
| 4     | Marianne Timmer                 | Niederlande        | 1:18,55 | 39,27  |
| 5     | Edel Therese Høiseth            | Norwegen           | 1:18,69 | 39,34  |
| 6     | Sabine Völker                   | Deutschland        | 1:18,86 | 39,43  |
| 8     | Catriona LeMay Doan Aki Tonoike | Kanada Japan       | 1:19,21 | 39,60  |
| 9     | Andrea Nuyt                     | Niederlande        | 1:18,90 | 39,45  |
| 10    | Tomomi Okazaki                  | Japan              | 1:19,69 | 39,84  |
|       |                                 |                    |         |        |
| 13    | Emese Hunyady                   | Österreich         | 1:19,87 | 39,93  |
| 18    | Marion Wohlrab                  | Deutschland        | 1:20,95 | 40,47  |
| 24    | Jenny Wolf                      | Deutschland        | 1:21,88 | 40,94  |

#### 2. Lauf 500 Meter
| Platz | Name                 | Land               | Zeit  | Punkte |
| ----- | -------------------- | ------------------ | ----- | ------ |
| 1     | Monique Garbrecht    | Deutschland        | 38,67 | 38,67  |
| 2     | Swetlana Schurowa    | Russland           | 38,82 | 38,82  |
| 3     | Catriona LeMay Doan  | Kanada             | 38,86 | 38,86  |
| 4     | Eriko Sanmiya        | Japan              | 39,08 | 39,08  |
| 5     | Sayuri Osuga         | Japan              | 39,13 | 39,13  |
| 6     | Marianne Timmer      | Niederlande        | 39,18 | 39,18  |
| 7     | Chris Witty          | Vereinigte Staaten | 39,19 | 39,19  |
| 8     | Andrea Nuyt          | Niederlande        | 39,20 | 39,20  |
| 9     | Tomomi Okazaki       | Japan              | 39,30 | 39,30  |
| 10    | Edel Therese Høiseth | Norwegen           | 39,31 | 39,31  |
|       |                      |                    |       |        |
| 11    | Sabine Völker        | Deutschland        | 39,33 | 39,33  |
| 16    | Jenny Wolf           | Deutschland        | 39,85 | 39,85  |
| 18    | Emese Hunyady        | Österreich         | 40,01 | 40,01  |
| 23    | Marion Wohlrab       | Deutschland        | 40,39 | 40,39  |

#### 2. Lauf 1.000 Meter
| Platz | Name                               | Land               | Zeit    | Punkte |
| ----- | ---------------------------------- | ------------------ | ------- | ------ |
| 1     | Chris Witty                        | Vereinigte Staaten | 1:17,25 | 38,62  |
| 2     | Marianne Timmer                    | Niederlande        | 1:17,55 | 38,77  |
| 3     | Monique Garbrecht                  | Deutschland        | 1:17,71 | 38,85  |
| 4     | Sabine Völker                      | Deutschland        | 1:18,58 | 39,29  |
| 5     | Edel Therese Høiseth               | Norwegen           | 1:18,65 | 39,32  |
| 6     | Catriona LeMay Doan                | Kanada             | 1:18,73 | 39,36  |
| 7     | Eriko Sanmiya                      | Japan              | 1:18,87 | 39,43  |
| 8     | Andrea Nuyt                        | Niederlande        | 1:18,97 | 39,48  |
| 9     | Swetlana Schurowa Chiara Simionato | Russland Italien   | 1:19,48 | 39,74  |
|       |                                    |                    |         |        |
| 14    | Emese Hunyady                      | Österreich         | 1:20,18 | 40,09  |
| 17    | Marion Wohlrab                     | Deutschland        | 1:20,36 | 40,18  |
| 25    | Jenny Wolf                         | Deutschland        | 1:22,35 | 41,17  |

### Männer

#### Endstand
- Zeigt die zwölf erfolgreichsten Sportler der Sprint-WM

| Rang | Name                | 1. Lauf 500 Meter | Pkt.  | 1. Lauf 1.000 Meter | Pkt.  | 2. Lauf 500 Meter | Pkt.  | 2. Lauf 1.000 Meter | Pkt.  | Gesamt- pkt. |
| ---- | ------------------- | ----------------- | ----- | ------------------- | ----- | ----------------- | ----- | ------------------- | ----- | ------------ |
| 1    | Jeremy Wotherspoon  | 35,59 (1)         | 35,59 | 1:10,86 (3)         | 35,43 | 35,54 (1)         | 35,54 | 1:11,31 (4)         | 35,65 | 142,215      |
| 2    | Mike Ireland        | 35,77 (3)         | 35,77 | 1:10,82 (2)         | 35,41 | 35,58 (3)         | 35,58 | 1:11,32 (5)         | 35,66 | 142,420      |
| 3    | Hiroyasu Shimizu    | 35,68 (2)         | 35,68 | 1:11,85 (7)         | 35,92 | 35,55 (2)         | 35,55 | 1:11,04 (2)         | 35,52 | 142,675      |
| 4    | Jan Bos             | 36,02 (6)         | 36,02 | 1:10,49 (1)         | 35,24 | 36,01 (5)         | 36,01 | 1:10,88 (1)         | 35,44 | 142,715      |
| 5    | Erben Wennemars     | 35,98 (4)         | 35,98 | 1:11,56 (5)         | 35,78 | 35,94 (4)         | 35,94 | 1:11,23 (3)         | 35,61 | 143,315      |
| 6    | Jakko Jan Leeuwangh | 36,21 (9)         | 36,21 | 1:11,54 (4)         | 35,77 | 36,55 (18)        | 36,55 | 1:11,35 (6)         | 35,67 | 144,205      |
| 7    | Michael Künzel      | 36,00 (5)         | 36,00 | 1:12,14 (11)        | 36,07 | 36,39 (15)        | 36,39 | 1:12,47 (16)        | 36,23 | 144,695      |
| 8    | Toyoki Takeda       | 36,48 (16)        | 36,48 | 1:12,19 (12)        | 36,09 | 36,23 (9)         | 36,23 | 1:11,85 (8)         | 35,92 | 144,730      |
| 9    | Grunde Njøs         | 36,02 (6)         | 36,02 | 1:12,06 (9)         | 36,03 | 36,07 (6)         | 36,07 | 1:13,42 (26)        | 36,71 | 144,830      |
| 10   | Dmitri Dorofejew    | 36,27 (14)        | 36,27 | 1:12,91 (16)        | 36,45 | 36,09 (7)         | 36,09 | 1:12,42 (15)        | 36,21 | 145,025      |
| 11   | Paweł Abratkiewicz  | 36,22 (10)        | 36,22 | 1:12,96 (18)        | 36,48 | 36,24 (10)        | 36,24 | 1:12,37 (13)        | 36,18 | 145,125      |
| 12   | Patrick Bouchard    | 36,24 (11)        | 36,24 | 1:12,81 (15)        | 36,40 | 36,13 (8)         | 36,13 | 1:12,74 (17)        | 36,37 | 145,145      |

#### 1. Lauf 500 Meter
| Platz | Name                | Land                 | Zeit  | Punkte |
| ----- | ------------------- | -------------------- | ----- | ------ |
| 1     | Jeremy Wotherspoon  | Kanada               | 35,59 | 35,59  |
| 2     | Hiroyasu Shimizu    | Japan                | 35,68 | 35,68  |
| 3     | Mike Ireland        | Kanada               | 35,77 | 35,77  |
| 4     | Erben Wennemars     | Niederlande          | 35,98 | 35,98  |
| 5     | Michael Künzel      | Deutschland          | 36,00 | 36,00  |
| 6     | Jan Bos Grunde Njøs | Niederlande Norwegen | 36,02 | 36,02  |
| 8     | Choi Jae-bong       | Südkorea             | 36,18 | 36,18  |
| 9     | Jakko Jan Leeuwangh | Niederlande          | 36,21 | 36,21  |
| 10    | Paweł Abratkiewicz  | Polen                | 36,22 | 36,22  |
|       |                     |                      |       |        |
| 23    | Roland Brunner      | Österreich           | 36,73 | 36,73  |
| 28    | Christian Breuer    | Deutschland          | 37,14 | 37,14  |
| 29    | Jan Waterstradt     | Deutschland          | 37,17 | 37,17  |

#### 1. Lauf 1.000 Meter
| Platz | Name                | Land        | Zeit    | Punkte |
| ----- | ------------------- | ----------- | ------- | ------ |
| 1     | Jan Bos             | Niederlande | 1:10,49 | 35,24  |
| 2     | Mike Ireland        | Kanada      | 1:10,82 | 35,41  |
| 3     | Jeremy Wotherspoon  | Kanada      | 1:10,86 | 35,43  |
| 4     | Jakko Jan Leeuwangh | Niederlande | 1:11,54 | 35,77  |
| 5     | Erben Wennemars     | Niederlande | 1:11,56 | 35,78  |
| 6     | Choi Jae-bong       | Südkorea    | 1:11,81 | 35,90  |
| 7     | Hiroyasu Shimizu    | Japan       | 1:11,85 | 35,92  |
| 8     | Janne Hänninen      | Finnland    | 1:11,97 | 35,98  |
| 9     | Grunde Njøs         | Norwegen    | 1:12,06 | 36,03  |
| 10    | Christian Breuer    | Deutschland | 1:12,07 | 36,03  |
|       |                     |             |         |        |
| 11    | Michael Künzel      | Deutschland | 1:12,14 | 36,07  |
| 23    | Roland Brunner      | Österreich  | 1:13,10 | 36,55  |
| 29    | Jan Waterstradt     | Deutschland | 1:14,13 | 37,06  |

#### 2. Lauf 500 Meter
| Platz | Name               | Land        | Zeit  | Punkte |
| ----- | ------------------ | ----------- | ----- | ------ |
| 1     | Jeremy Wotherspoon | Kanada      | 35,54 | 35,54  |
| 2     | Hiroyasu Shimizu   | Japan       | 35,55 | 35,55  |
| 3     | Mike Ireland       | Kanada      | 35,58 | 35,58  |
| 4     | Erben Wennemars    | Niederlande | 35,94 | 35,94  |
| 5     | Jan Bos            | Niederlande | 36,01 | 36,01  |
| 6     | Grunde Njøs        | Norwegen    | 36,07 | 36,07  |
| 7     | Dmitri Dorofejew   | Russland    | 36,09 | 36,09  |
| 8     | Patrick Bouchard   | Kanada      | 36,13 | 36,13  |
| 9     | Toyoki Takeda      | Japan       | 36,23 | 36,23  |
| 10    | Paweł Abratkiewicz | Polen       | 36,24 | 36,24  |
|       |                    |             |       |        |
| 15    | Michael Künzel     | Deutschland | 36,39 | 36,39  |
| 17    | Christian Breuer   | Deutschland | 36,51 | 36,51  |
| 22    | Jan Waterstradt    | Deutschland | 36,80 | 36,80  |
| 24    | Roland Brunner     | Österreich  | 36,93 | 36,93  |

#### 2. Lauf 1.000 Meter
| Platz | Name                | Land               | Zeit    | Punkte |
| ----- | ------------------- | ------------------ | ------- | ------ |
| 1     | Jan Bos             | Niederlande        | 1:10,88 | 35,44  |
| 2     | Hiroyasu Shimizu    | Japan              | 1:11,04 | 35,52  |
| 3     | Erben Wennemars     | Niederlande        | 1:11,23 | 35,61  |
| 4     | Jeremy Wotherspoon  | Kanada             | 1:11,31 | 35,65  |
| 5     | Mike Ireland        | Kanada             | 1:11,32 | 35,66  |
| 6     | Jakko Jan Leeuwangh | Niederlande        | 1:11,35 | 35,67  |
| 7     | Christian Breuer    | Deutschland        | 1:11,83 | 35,91  |
| 8     | Toyoki Takeda       | Japan              | 1:11,85 | 35,92  |
| 9     | Nick Pearson        | Vereinigte Staaten | 1:11,98 | 35,99  |
| 10    | Choi Jae-bong       | Südkorea           | 1:12,06 | 36,03  |
|       |                     |                    |         |        |
| 12    | Jan Waterstradt     | Deutschland        | 1:12,26 | 36,13  |
| 16    | Michael Künzel      | Deutschland        | 1:12,47 | 36,23  |
| 25    | Roland Brunner      | Österreich         | 1:13,40 | 36,70  |